# Casa Conejo
Casa Conejo és una població dels Estats Units a l'estat de Califòrnia. Segons el cens del 2000 tenia 3.180 habitants.

## Demografia
Segons el cens del 2000, Casa Conejo tenia 3.180 habitants, 985 habitatges, i 809 famílies. La densitat de població era de 2.557,9 habitants per km².
Dels 985 habitatges en un 42,4% hi vivien nens de menys de 18 anys, en un 67,6% hi vivien parelles casades, en un 9,9% dones solteres, i en un 17,8% no eren unitats familiars. En l'11,6% dels habitatges hi vivien persones soles el 5,8% de les quals corresponia a persones de 65 anys o més que vivien soles. El nombre mitjà de persones vivint en cada habitatge era de 3,22 i el nombre mitjà de persones que vivien en cada família era de 3,45.
Per edats la població es repartia de la següent manera: un 28,2% tenia menys de 18 anys, un 7,5% entre 18 i 24, un 33,6% entre 25 i 44, un 20,3% de 45 a 60 i un 10,4% 65 anys o més.
L'edat mediana era de 35 anys. Per cada 100 dones de 18 o més anys hi havia 100,5 homes.
La renda mediana per habitatge era de 66.120 $ i la renda mediana per família de 64.345 $. Els homes tenien una renda mediana de 41.806 $ mentre que les dones 35.511 $. La renda per capita de la població era de 21.896 $. Entorn del 2,3% de les famílies i el 3,3% de la població estaven per davall del llindar de pobresa.

## Poblacions més properes
El següent diagrama mostra les poblacions més properes.